# Socha svatého Jana Nepomuckého (Černožice, u čp. 38)
Socha svatého Jana Nepomuckého se nalézá v zahradě domu čp. 38 v Sehnoutkově ulici v obci Černožice v okrese Hradec Králové. Barokní pískovcová socha pocházející od neznámého autora z roku 1712 je chráněna od 23. listopadu 1994 jako kulturní památka ČR. Národní památkový ústav tuto sochu uvádí v katalogu památek pod rejstříkovým číslem ÚSKP 51130/6-5825.

## Popis
Lidová barokní socha světce v životní velikosti stojící na kamenném soklu se nalézá v zahradě domu čp. 38 v Sehnoutkově ulici, kam byla přenesena roku 1930 z blíže neurčeného místa v obci. 
Hranolový podstavec s profilovaným soklem a robustní římsou má na stěnách obdélná, lehce vpadlá pole s hruběji opracovaným povrchem, v čelní stěně s drobnou nikou s půlkruhovým záklenkem a s nápisem v rozvinutém svitku: SWATI IENE NEPOMVCZKI/ ORODUG ZANAS ZAWSSECZKI/ BICHOM MOCHLI HAMBI/ CZASNE I WECZNE VSITI/ STEBAV VATWARZ BOZI/ NESKONALE PATRZITI/ ANNO 1712 DNE 9 IVLI// 
Postava světce je oblečena v tradičním kanovnickém rouchu se sponou a střapci, s biretem na hlavě. Pravá noha je pokrčena, v rukou drží krucifix, v pravé ruce je zastrčena palmová ratolest. Nad hlavou má svatozář.